# Belmonte Mezzagno
Belmonte Mezzagno is een gemeente in de Italiaanse provincie Palermo (regio Sicilië) en telt 10.424 inwoners (31-12-2004). De oppervlakte bedraagt 29,2 km², de bevolkingsdichtheid is 357 inwoners per km².

Centrum van Mezzagno
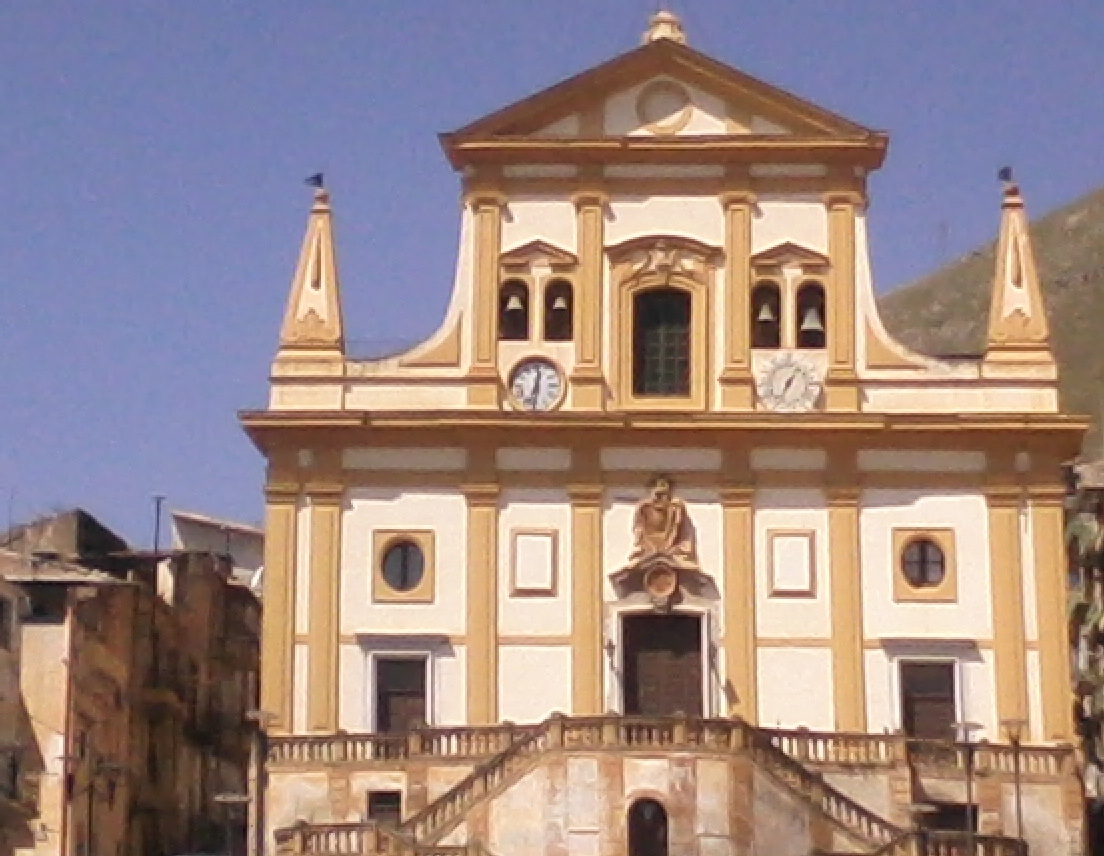
Parochiekerk van Belmonte

## Demografie
Belmonte Mezzagno telt ongeveer 3339 huishoudens. Het aantal inwoners steeg in de periode 1991-2001 met 7,5% volgens cijfers uit de tienjaarlijkse volkstellingen van ISTAT.
| Jaar | Inwoneraantal |
| ---- | ------------- |
| 1991 | 9601          |
| 2001 | 10.322        |

## Geografie
Belmonte Mezzagno grenst aan de volgende gemeenten: Altofonte, Misilmeri, Palermo, Santa Cristina Gela.